# NGC 6103
NGC 6103 este o radiogalaxie situată în constelația Coroana Boreală. A fost descoperită în 27 mai 1791 de către William Herschel. Se află la o distanță de 134,78 de megaparseci de Pământ.